# 輝発河上游石棚墓
輝発河上游石棚墓(キハツガ-ジョウユウ-セキホウボ, 拼音：Huīfāhé shàngyóu shípéngmù)は、中共国務院が「第六批全国重点文物保護単位」(2006)に登録した墳墓遺跡 (周代) の名称。
輝発河の上流域にのこる巨石墳墓遺跡で、所謂支石墓 (ドルメン) の一種とされる。

## 位置
遼寧省撫順市清原満族自治県に発し、吉林省吉林市樺甸市の第二松花江へ流入する、輝発河の上流域、吉林省通化市梅河口市と通化市柳河県に跨る一帯に位置する。

## 概要
支石墓 (ドルメン) と謂われる巨石墳墓遺跡で、床面、壁四面、天井にそれぞれ一枚ずつ、合計六枚の石板が用いられている。長方形を呈し、長さ8.6m、幅5.7m、高さ2.4m、石板の厚さ0.7米、体積34.31m3。

## 石棚墓"群"
1983年以来おこなわれてきた文物調査の結果として、現状、輝発河上流の一統河と三統河、この二本の支流の流域には、集中する80基余りの支石墓が発見されている。その内の多くが哈達嶺山脈の海抜500-600mにあたる脊梁 (尾根) 上に分布し、東は新開嶺碱水北溝から、西は鶏冠砬子に至る範囲にみられる。行政上は梅河口市と柳河県 (ともに通化市) とに分属する。
輝発河上流の支石墓群は、中国および東北アジアの中でも同種の墳墓が最も密集する地域にあり、同地域は一方で、東北アジアにおける支石墓分布の最北端でもある。

## 参照先・脚註
1. ↑  上游＝上流、石棚墓＝支石墓
2. ↑  “国务院关于核定并公布第六批全国重点文物保护单位的通知”. 中華人民共和国中央人民政府. 2023年7月16日閲覧。 “[序号] 244 [编号]Ⅱ-24 [名称] 辉发河上游石棚墓 [时代] 周 [地址] 吉林省梅河口市、柳河县”
3. 1 2  维基百科「辉发河上游石棚墓」より引用。典拠なし。
4. 1 2 3 4  “辉发河上游石棚墓群”. 吉林省文化和旅游厅. 2023年7月16日閲覧。 “辉发河上游石棚墓群位于辉发河上游的梅河口市、柳河县境内。辉发河是第二松花江流域中上游的主要支流之一，其主要流经吉林省南部和辽宁省东部。在辉发河上游的两条主要支流——一统河、三统河流域分布众多的石棚墓葬，现行政归属分属于通化地区的梅河口市和柳河县。据1983年以来文物普查结果，目前，这一区域共集中发现石棚墓80余座。这些墓葬大多分布于哈达岭山脉，海拔500—600米高的山岗顶部或山脊上，其范围东起新开岭碱水北沟，西至鸡冠砬子。辉发河上游的石棚墓葬群是我国乃至东北亚地区此类墓葬分布最为密集的区域之一。同时，也是东北亚地区石棚墓分布的最北界线，对研究东北亚地区这一具有广泛分布的墓葬具有极为重要的意义，也是反映东北亚民族关系与文化相融最佳例证之一。”